# 佐佐木吉之助
佐佐木 吉之助（ささき きちのすけ、1932年7月14日 - 2011年9月24日）は、日本の医師、不動産会社「桃源社」社長。

## 経歴
東京市深川区出身。太平洋戦争により熱海へ疎開する。1945年、旧制静岡県立沼津中学校入学。1948年、慶應義塾高等学校入学。慶應義塾大学法学部を経て、医学部に進学。1954年に医師国家試験合格。1964年に慶應義塾大学大学院医学研究科博士課程を修了し、医学博士の学位を授与される。同年、港区神谷町に診療所を開設する。
1971年に不動産会社桃源社を設立し、代表取締役社長となる。不動産業で利益を上げるが、バブル経済崩壊で経営悪化となった。1996年の住専国会で、住宅金融専門会社の融資先として、証人喚問される。この証人喚問における偽証罪などで逮捕され、懲役2年執行猶予3年の有罪判決を受けた。2011年9月24日、誤嚥性肺炎のため死去。79歳没。

## 著書
- 『蒲田戦記 政官財暴との死闘2500日』日経BP、2001年。
- 文庫版『蒲田戦記 政官財暴との死闘2500日』文春文庫、2003年。